# Hessenschneider
Hessenschneider ist ein Wohnplatz in der Stadt Ochsenhausen im Landkreis Biberach in Baden-Württemberg.

## Lage
Der Hof Hessenschneider liegt etwa zwei Kilometer südlich von Mittelbuch. Er ist über eine Stichstraße zur Verbindungsstraße zwischen Mittelbuch und Dietenwengen (Gemeinde Eberhardzell) erschlossen.

## Geschichte
Hessenschneider war ein Ortsteil der Gemeinde Mittelbuch. Mit ihrer Auflösung am 1. Januar 1975 kam der Ort zu Ochsenhausen. 